# (3876) Quaide
(3876) Quaide est un astéroïde de la ceinture principale.

## Description
(3876) Quaide est un astéroïde de la ceinture principale. Il fut découvert le 19 mai 1988 à l'Observatoire Palomar par Eleanor Francis Helin. Il présente une orbite caractérisée par un demi-grand axe de 3,02 UA, une excentricité de 0,08 et une inclinaison de 11,2° par rapport à l'écliptique.

## Compléments